# Депутатов, Иван Степанович
Иван Степанович Депутатов (1922—1999) — советский офицер, мастер танкового боя в годы Великой Отечественной войны, Герой Советского Союза (1945).

## Биография

### Ранние годы
Родился 26 ноября 1922 года в селе Темрюк Донецкой губернии - Сталинской области  (в 1948—2016 годах село Старченково, ныне село Темрюк Никольского района Донецкой области УССР) в семье крестьянина. Русский. Окончил Мариупольский сельскохозяйственный техникум.
В августе 1940 года призван в РККА.

### В годы Великой Отечественной войны
В боях Великой Отечественной войны с сентября 1941 года. Санинструктор 918-го стрелкового полка 250-й стрелковой дивизии 31-й армии красноармеец И. С. Депутатов воевал на Западном и Калининском фронтах, участвовал в обороне Москвы и в наступательных операциях 1942 года на Ржевском направлении. Лично вынес с поля боя десятки раненых солдат и командиров, за что был награждён орденом Красной Звезды (18 апреля 1942). В бою 2 августа 1942 года получил сильную контузию. Член ВКП(б)/КПСС с 1942 года.
После излечения в госпитале был направлен на учёбу в Горьковское танковое училище, которое окончил в 1943 году. Командир танка Т-34 36-й гвардейской танковой бригады гвардии младший лейтенант И. С. Депутатов участвовал в освобождении Правобережной Украины, Ясско-Кишиневской, Белградской и Будапештской наступательных операций.
С 23 по 25 августа 1944 года в ходе Ясско-Кишиневской операции, действуя в головной походной заставе бригады, уничтожил 1 танк, 4 орудия, 25 автомашин, 20 повозок, 4 мотоцикла и свыше 100 солдат противника. В период 21-25 ноября 1944 года в боях за город Хатван (Венгрия) уничтожил 3 орудия, 3 бронетранспортёра, одно самоходное орудие и до 70 солдат противника.
Отличился в составе 36-й гвардейской танковой бригады 4-го гвардейского механизированного корпуса 7-й гвардейской армии 2-го Украинского фронта в боях по обороне плацдарма на правом берегу реки Грон (Чехословакия) в районе хутора Камендин. 17 февраля 1945 года в первый день немецкого наступления он в группе из трёх танков выдвинулся на участок Солдины — Барт, где противник атаковал силами до 18 танков. Методом танковых засад командир танка И. С. Депутатов лично подбил 3 танка и 2 бронетранспортёра. После того как немцы обошли и атаковали советские позиции с фланга, образовался прорыв в глубину советской обороны. Стремительным броском И. С. Депутатов ворвался в боевые порядки противника, огнём в упор истребив ещё 2 танка, передавив гусеницами свыше 100 солдат и тем самым, содействовал стрелковым частям запечатыванию прорыва и восстановлению прежнего положения.
19 февраля в бою за хутор Камендин (10 километров севернее города Штурово, Чехословакия) на том же плацдарме его экипаж принимал участие в отражении очередной атаки 20 танков противника. В этом бою он сжёг четыре танка, три бронетранспортёра и уничтожил до 150 солдат и офицеров противника.
Таким образом, за четверо суток боёв на плацдарме на правом берегу реки Грон экипаж гвардии младшего лейтенанта И. С. Депутатова записал на свой боевой счёт 9 подбитых и уничтоженных танков, 5 бронетранспортёров, 11 миномётов и до 250 солдат и офицеров противника. А его танковый взвод за этот же период уничтожил 26 немецких танков и 9 бронетранспортёров. За эти бои 21 февраля он был представлен к званию Героя Советского Союза. При этом в ночном бою 24 февраля экипаж И. С. Депутатова подбил ещё 5 немецких танков.
Указом Президиума Верховного Совета СССР от 28 апреля 1945 года «за образцовое выполнение боевых заданий командования на фронте борьбы с немецко-фашистскими захватчиками и проявленные при этом мужество и героизм», гвардии младшему лейтенанту Депутатову Ивану Степановичу присвоено звание Героя Советского Союза с вручением ордена Ленина и медали «Золотая Звезда» (№ 4984).
Всего за войну участвовал в десятках танковых атак, 17 раз горел, трижды его семья получала на него «похоронки». Стал одним из советских мастеров танкового боя.

### В послевоенные годы
После войны И. С. Депутатов продолжил службу в Советской Армии, сначала в Болгарии в составе Южной группы войск, с 1948 года — в городе Ворошиловск (ныне Алчевск), затем — в частях Дальневосточного военного округа на острове Сахалин.
В 1959 году подполковник И. С. Депутатов уволен в запас. По предложению руководства города Ворошиловск Ворошиловградской области Украинской ССР (ныне Алчевск Луганской области Украины) переехал туда на постоянное место жительства. Работал резчиком горячего металла листового цеха, затем оператором листопрокатного цеха Коммунарского металлургического завода. Член бюро парткома завода.
Умер 24 июля 1999 года в Киеве.

## Награды и звания
- Герой Советского Союза (28 апреля 1945);
- орден Ленина (28 апреля 1945);
- орден Октябрьской Революции;
- орден Красного Знамени (3 сентября 1944);
- орден Отечественной войны I степени (11 марта 1985);
- орден Отечественной войны II степени (15 декабря 1944);
- два ордена Красной Звезды (18 апреля 1942, ??);
- медали.
- Почётный гражданин городов Коммунарск Луганской области (Украина) и Комрат (Молдавия)[1].

## Память

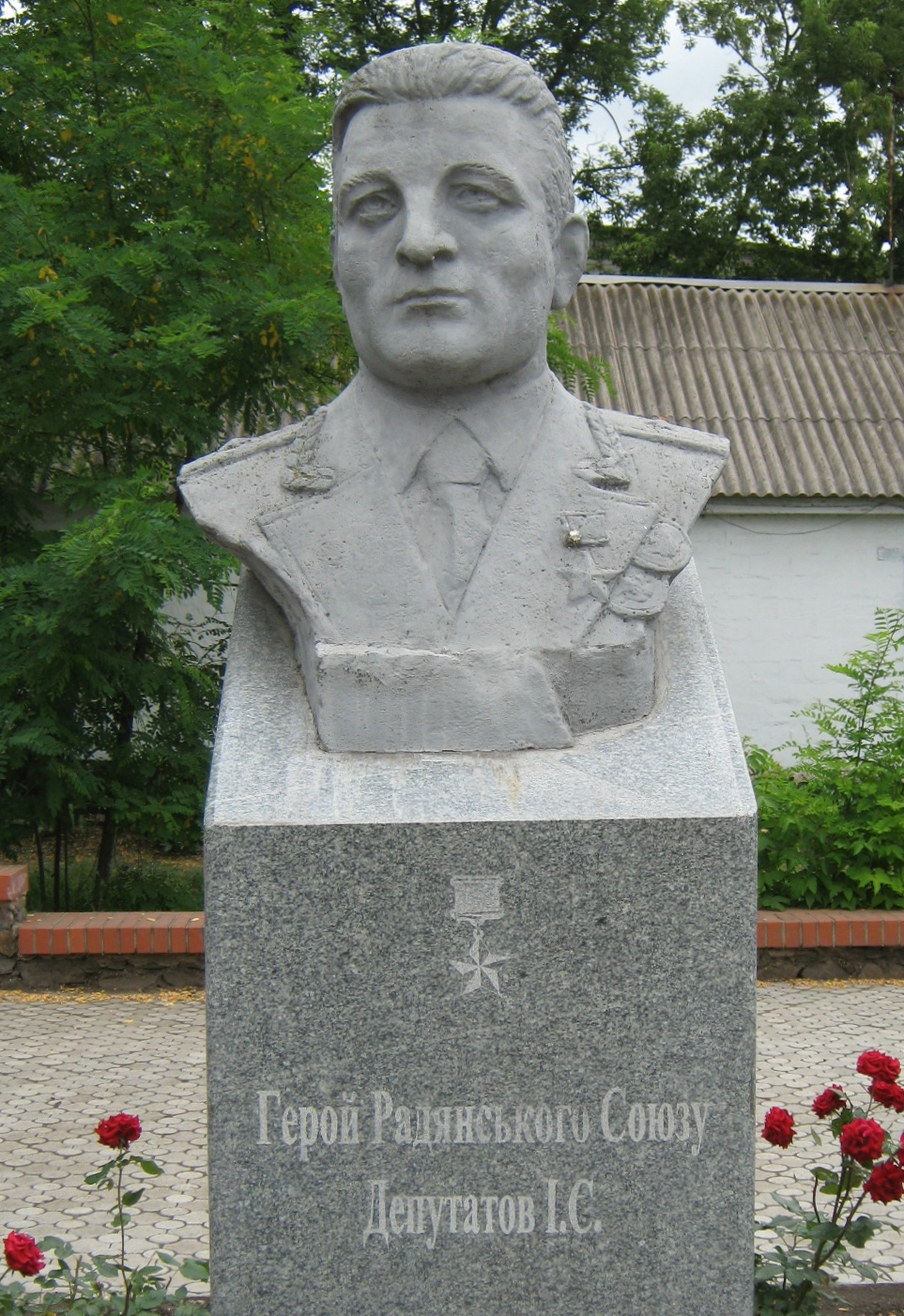
Бюст в посёлке Никольское

В посёлке Никольское напротив краеведческого музея установлен бюст.